# Liste der denkmalgeschützten Objekte in Andrichsfurt
Die Liste der denkmalgeschützten Objekte in Andrichsfurt enthält die 5 denkmalgeschützten, unbeweglichen Objekte der Gemeinde Andrichsfurt in Oberösterreich (Bezirk Ried im Innkreis).

## Denkmäler
| Foto |                 | Denkmal                                                               | Standort                                         | Beschreibung | Metadaten |
| ---- | --------------- | --------------------------------------------------------------------- | ------------------------------------------------ | --- | --- |
| ja   | Datei hochladen | Bründlkapelle Hl. Dreifaltigkeit HERIS-ID: 80239 Objekt-ID: 93957     | östlich Pötting 9 Standort KG: Andrichsfurth     | | BDA-Hist.: Q38173041 Status: § 2a Stand der BDA-Liste: 2025-06-30 Name: Bründlkapelle Hl. Dreifaltigkeit GstNr.: .97 Bründlkapelle Pötting                   |
| ja   | Datei hochladen | Bildstock HERIS-ID: 80401 Objekt-ID: 94136                            | Pötting Standort KG: Andrichsfurth               | | BDA-Hist.: Q38173693 Status: § 2a Stand der BDA-Liste: 2025-06-30 Name: Bildstock GstNr.: 811/2 Bildstock Pötting                                            |
| ja   | Datei hochladen | Friedhof HERIS-ID: 80245 Objekt-ID: 93963                             | bei Andrichsfurt 15 Standort KG: Andrichsfurth   | | BDA-Hist.: Q38173051 Status: § 2a Stand der BDA-Liste: 2025-06-30 Name: Friedhof GstNr.: 839 Friedhof Andrichsfurt                                           |
| ja   | Datei hochladen | Kath. Pfarrkirche Hl. Dreifaltigkeit HERIS-ID: 52014 Objekt-ID: 57949 | bei Andrichsfurt 20 Standort KG: Andrichsfurth   | Eine gotische Kirche aus der zweiten Hälfte des 15. Jahrhunderts mit einem einschiffigen, dreijochigen Langhaus und einem zweijochigen Chor. Südseitig wurde in der Mitte des 17. Jahrhunderts ein dreijochiges Seitenschiff und Vorbauten auf toskanischen Säulen angebaut. | BDA-Hist.: Q21477534 Status: § 2a Stand der BDA-Liste: 2025-06-30 Name: Kath. Pfarrkirche Hl. Dreifaltigkeit GstNr.: .120 Holy Trinity Church (Andrichsfurt) |
| ja   | Datei hochladen | Kriegerdenkmal HERIS-ID: 80412 Objekt-ID: 94148                       | neben Andrichsfurt 22 Standort KG: Andrichsfurth | | BDA-Hist.: Q38173713 Status: § 2a Stand der BDA-Liste: 2025-06-30 Name: Kriegerdenkmal GstNr.: 843 Kriegerdenkmal Andrichsfurt                               |